# هانس اویگستر
هانس اویگستر (به انگلیسی: Hans Eugster) ژیمناست زادهٔ ۲۷ مارس ۱۹۲۹ میلادی اهل کشور سوئیس است.